# Пилинская, Мария Михайловна
Мари́я Миха́йловна Пили́нская (* 17 октября 1898, Каменец-Подольский — † 16 декабря 1976, Харьков) — украинский переводчик, лингвист.

## Биография
Окончила в 1913 году Каменец-Подольскую женскую гимназию, в 1917 году — Киевскую женскую учительскую семинарию имени К. Д. Ушинского. Преподавала в селе Тарасовка (1921), заведовала Каменец-Подольским детским домом № 2.
В октябре 1923 года с мужем Иваном Днепровским переехала в Харьков, в литературной жизни которого стала активно участвовать. Мария Михайловна общалась с украинскими писателями Н. Кулишом, П. Тычиной, Е. Журливой, В. Свидзинским, Остапом Вишней, семьёй М. Йогансена, Н. Хвылёвым, Л. Курбасом, И. Сенченко, П. Панчем, Г. Коцюбой и др. Павел Тычина называл её «большим знатоком нашего языка глубочайшего, как источник до дна неисчерпаемого, звенящего». До 1928 года работала переводчицей в РАТАУ.
В 1928 году увольняется из РАТАУ и начинает переводить художественную литературу для различных издательств Украины. Переводила с русского на украинский язык произведения Максима Горького, Бориса Горбатова, Ильи Ильфа и Евгения Петрова, Александра Серафимовича, Дмитрия Фурманова и др. В 1935 году избрана членом секции переводчиков Союза писателей Украины.
В 1943—1946 годах М. Пилинская была литературным редактором газеты «Соціалістична Харківщина», в 1956—1965 годах — ответственным секретарём журнала «Прапор».
Совместно с поэтом Иваном Вырганом составила «Русско-украинский фразеологический словарь» («Російсько-український словник сталих виразів Архивная копия от 7 августа 2009 на Wayback Machine»), который частями публиковался в харьковском журнале «Прапор» (1958, № 9 — 1971, № 10). Под одной обложкой словарь был издан только в 2000 году.